# Jan van der Wiel
Jan van der Wiel (ur. 31 maja 1892 w Bredzie, zm. 24 listopada 1962 w Hadze) – holenderski szermierz i oficer; dwukrotny medalista igrzysk olimpijskich.
Na igrzyskach olimpijskich w Antwerpii w 1920 roku razem z Adrianusem de Jongiem, Jetze Doormanem, Louisem Delaunoijem, Willemem van Blijenburghem, Salomonem Zeldenrustem i Henrim Wijnoldym-Daniëlsem zajął trzecie miejsce w szabli drużynowej. W zawodach indywidualnych był piąty, wygrywając sześć z jedenastu pojedynków rundy finałowej. Na rozgrywanych cztery lata później igrzyskach olimpijskich w Paryżu Holendrzy w składzie: Adrianus de Jong, Jetze Doorman, Hendrik Scherpenhuijzen, Jan van der Wiel, Maarten van Dulm i Henri Wijnoldy-Daniëls zdobyli kolejny brązowy medal w turnieju drużynowym szablistów. W turnieju indywidualnym odpadł w pierwszej rundzie. Brał też udział w igrzyskach olimpijskich w Amsterdamie w 1928 roku, gdzie był piąty w szabli drużynowej i jedenasty w turnieju indywidualnym.
Nie zdobył medalu mistrzostw świata.
Służył w Koninklijke Landmacht osiągając stopień majora. W trakcie II wojny światowej dostał się do niemieckiej niewoli. W 1942 osadzony w Oflagu XIII-B w Norymberdze, następnie Stalagu 371 w Stanisławowie, a ostatecznie w Oflagu 67 w Neubrandenburgu, gdzie przebywał do 28 kwietnia 1945.